# إيملي كاروسو
إيملي كاروسو (بالإنجليزية: Emily Caruso)‏ هي لاعبة رماية أمريكية، ولدت في 4 يونيو 1977 في ستامفورد في الولايات المتحدة.

## وصلات خارجية
- إيملي كاروسو على موقع الاتحاد الدولي (الإنجليزية)
- إيملي كاروسو على موقع اللجنة الأولمبية الدولية (الإنجليزية)
- إيملي كاروسو على موقع أوليمبيديا (الإنجليزية)
- إيملي كاروسو على موقع اللجنة الأولمبية والبارالمبية الأمريكية (الإنجليزية)